# Campionato mondiale di baseball 2007

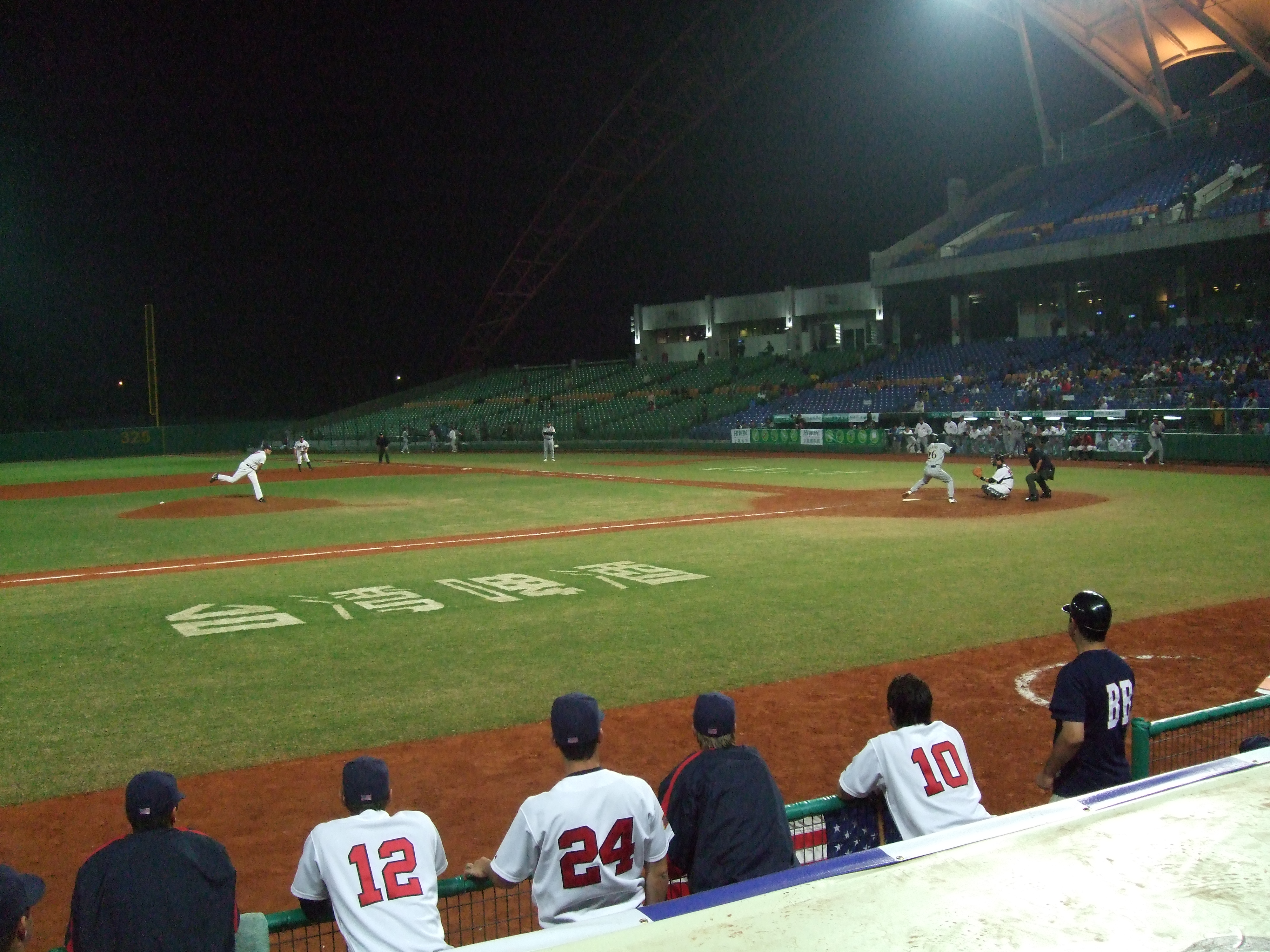
Cina contro gli Stati Uniti

Il XXXVII Campionato mondiale di baseball si tenne dal 6 al 18 novembre 2007 a Taiwan. Il torneo venne vinto dagli Stati Uniti d'America.

## Risultati

### Primo turno

#### Gruppo A
| Data        | Ora       | Stadio           | Squadra 1  | Squadra 2  | Ris.   | Note        |
| ----------- | --------- | ---------------- | ---------- | ---------- | ------ | ----------- |
| 7 novembre  | 12:00     | Intercontinental | Spagna     | Panama     | 9 - 0  | forfait (2) |
| 7 novembre  | 15:00     | Taichung         | Sud Africa | Giappone   | 1 - 11 |             |
| 7 novembre  | 18:00     | Intercontinental | Messico    | USA        | 0 - 3  |             |
| 8 novembre  | 12:00     | Taichung         | Italia     | Spagna     | 11 - 1 |             |
| 8 novembre  | 12:00     | Intercontinental | USA        | Panama     | 9 - 0  | forfait (2) |
| 8 novembre  | 18:00     | Taichung         | Giappone   | Messico    | 15 - 3 | 7 manches   |
| 8 novembre  | 18:00     | Intercontinental | Sud Africa | Taïwan     | 1 - 16 | 7 manches   |
| 9 novembre  | 12:00     | Taichung         | Italia     | USA        | 6 - 2  |             |
| 9 novembre  | 12:00     | Intercontinental | Spagna     | Sud Africa | 7 - 4  |             |
| 9 novembre  | 18:00     | Taichung         | Panama     | Messico    | 3 - 2  |             |
| 9 novembre  | 18:00     | Intercontinental | Taïwan     | Giappone   | 6 - 1  |             |
| 10 novembre | 12:00     | Taichung         | Messico    | Sud Africa | 13 - 3 | 8 manches   |
| 10 novembre | 12:00     | Intercontinental | Spagna     | Taïwan     | 4 - 8  |             |
| 10 novembre | 18:00     | Taichung         | Italia     | Panama     | 0 - 6  |             |
| 10 novembre | 18:00     | Intercontinental | USA        | Giappone   | 5 - 1  |             |
| 11 novembre | 12:00     | Taichung         | Sud Africa | Italia     | 0 - 8  |             |
| 11 novembre | 12:00     | Intercontinental | Taïwan     | Messico    | 5 - 9  |             |
| 11 novembre | 18:00     | Taichung         | Spagna     | USA        | 2 - 12 | 7 manches   |
| 11 novembre | 18:00     | Intercontinental | Giappone   | Panama     | 6 - 2  |             |
| 12 novembre | 14:00 (1) | Tianmu           | Taïwan     | Italia     | 1 - 0  |             |
| 13 novembre | 12:00     | Taichung         | USA        | Sud Africa | 4 - 2  |             |
| 13 novembre | 12:00     | Intercontinental | Italia     | Giappone   | 0 - 10 | 7 manches   |
| 13 novembre | 18:00     | Taichung         | Messico    | Spagna     | 19 - 1 | 7 manches   |
| 13 novembre | 18:00     | Intercontinental | Panama     | Taïwan     | 0 - 10 |             |
| 14 novembre | 12:00     | Taichung         | Giappone   | Spagna     | 4 - 3  |             |
| 14 novembre | 12:00     | Intercontinental | Messico    | Italia     | 11 - 2 |             |
| 14 novembre | 18:00     | Taichung         | Panama     | Sud Africa | 13 - 3 | 7 manches   |
| 14 novembre | 18:00     | Intercontinental | Taïwan     | USA        | 7 - 10 |             |

(1) Questa partita si sarebbe dovuta giocare inizialmente il 6 novembre ma venne in seguito rinviata al 12 novembre.
(2) Perse a tavolino per aver schierato in campo 5 giocatori non in regola.
| Pos. | Squadra       | G | V | P | PF | PS | %    |
| ---- | ------------- | - | - | - | -- | -- | ---- |
| 1    | Stati Uniti   | 7 | 6 | 1 | 45 | 18 | .857 |
| 2    | Taipei cinese | 7 | 5 | 2 | 53 | 25 | .714 |
| 3    | Giappone      | 7 | 5 | 2 | 48 | 20 | .714 |
| 4    | Messico       | 7 | 4 | 3 | 57 | 32 | .571 |
| 5    | Panama        | 7 | 3 | 4 | 24 | 39 | .429 |
| 6    | Italia        | 7 | 3 | 4 | 27 | 31 | .429 |
| 7    | Spagna        | 7 | 2 | 5 | 27 | 58 | .286 |
| 8    | Sudafrica     | 7 | 0 | 7 | 14 | 72 | .000 |

G : giocate, V : vinte, P : perse, PF : punti fatti, PS : punti subiti, % : percentuale vittorie.

#### Gruppo B
| Data        | Ora   | Stadio    | Squadra 1     | Squadra 2     | Ris.   | Note      |
| ----------- | ----- | --------- | ------------- | ------------- | ------ | --------- |
| 7 novembre  | 14:00 | Tianmu    | Cuba          | Australia     | 3 - 2  |           |
| 7 novembre  | 14:00 | Sinjhuang | Paesi Bassi   | Thaïlandia    | 16 - 0 | 7 manches |
| 7 novembre  | 18:00 | Tianmu    | Corea del Sud | Canada        | 5 - 0  |           |
| 7 novembre  | 18:00 | Sinjhuang | Germania      | Venezuela     | 0 - 8  |           |
| 8 novembre  | 12:00 | Tianmu    | Venezuela     | Corea del Sud | 0 - 4  |           |
| 8 novembre  | 12:00 | Sinjhuang | Thaïlandia    | Canada        | 0 - 18 | 7 manches |
| 8 novembre  | 18:00 | Tianmu    | Australia     | Paesi Bassi   | 4 - 3  |           |
| 8 novembre  | 18:00 | Sinjhuang | Germania      | Cuba          | 3 - 7  |           |
| 9 novembre  | 12:00 | Tianmu    | Corea del Sud | Thaïlandia    | 18 - 2 | 7 manches |
| 9 novembre  | 12:00 | Sinjhuang | Australia     | Venezuela     | 7 - 4  |           |
| 9 novembre  | 18:00 | Tianmu    | Paesi Bassi   | Germania      | 15 - 5 | 8 manches |
| 9 novembre  | 18:00 | Sinjhuang | Cuba          | Canada        | 6 - 3  |           |
| 10 novembre | 12:00 | Tianmu    | Venezuela     | Paesi Bassi   | 4 - 7  |           |
| 10 novembre | 12:00 | Sinjhuang | Canada        | Germania      | 10 - 0 | 8 manches |
| 10 novembre | 18:00 | Tianmu    | Cuba          | Corea del Sud | 7 - 2  |           |
| 10 novembre | 18:00 | Sinjhuang | Thaïlandia    | Australia     | 1 - 26 | 7 manches |
| 11 novembre | 12:00 | Tianmu    | Australia     | Corea del Sud | 2 - 1  |           |
| 11 novembre | 12:00 | Sinjhuang | Paesi Bassi   | Canada        | 1 - 7  |           |
| 11 novembre | 18:00 | Tianmu    | Germania      | Thaïlandia    | 2 - 0  |           |
| 11 novembre | 18:00 | Sinjhuang | Venezuela     | Cuba          | 0 - 10 | 7 manches |
| 13 novembre | 12:00 | Tianmu    | Thaïlandia    | Cuba          | 1 - 11 | 7 manches |
| 13 novembre | 12:00 | Sinjhuang | Australia     | Germania      | 4 - 2  |           |
| 13 novembre | 18:00 | Tianmu    | Canada        | Venezuela     | 6 - 3  |           |
| 13 novembre | 18:00 | Sinjhuang | Corea del Sud | Paesi Bassi   | 1 - 5  |           |
| 14 novembre | 12:00 | Tianmu    | Cuba          | Paesi Bassi   | 1 - 2  |           |
| 14 novembre | 12:00 | Sinjhuang | Germania      | Corea del Sud | 1 - 8  |           |
| 14 novembre | 18:00 | Tianmu    | Canada        | Australia     | 6 - 7  |           |
| 14 novembre | 18:00 | Sinjhuang | Venezuela     | Thaïlandia    | 17 - 3 | 7 manches |

| Pos. | Squadra       | G | V | P | PF | PS  | %    |
| ---- | ------------- | - | - | - | -- | --- | ---- |
| 1    | Cuba          | 7 | 6 | 1 | 45 | 13  | .857 |
| 2    | Australia     | 7 | 6 | 1 | 52 | 20  | .857 |
| 3    | Paesi Bassi   | 7 | 5 | 2 | 49 | 22  | .714 |
| 4    | Corea del Sud | 7 | 4 | 3 | 39 | 17  | .571 |
| 5    | Canada        | 7 | 4 | 3 | 50 | 22  | .571 |
| 6    | Venezuela     | 7 | 2 | 5 | 36 | 37  | .286 |
| 7    | Germania      | 7 | 1 | 6 | 13 | 52  | .143 |
| 8    | Thailandia    | 7 | 0 | 7 | 7  | 108 | .000 |

G : giocate, V : vinte, P : perse, PF : punti fatti, PS : punti subiti, % : percentuale vittorie.

### Fase finale
|  | Quarti di finale                | Quarti di finale               |                                 |             | Semifinali                | Semifinali                |  |  | Finale                       | Finale |
|  |                                 |                                |                                 |             |                           |                           |  |  |                              |        |
|  | 16 novembre - 12h00 (Shinchuan) |                                |                                 |             |                           |                           |  |  |                              |        |
|  |                                 |                                |                                 |             |                           |                           |  |  |                              |        |
|  | Australia                       | 0                              |                                 |             |                           |                           |  |  |                              |        |
|  | Australia                       | 0                              | 17 novembre - 18h00 (Shinchuan) |             |                           |                           |  |  |                              |        |
|  | Giappone                        | 3                              |                                 |             |                           |                           |  |  |                              |        |
|  | Giappone                        | 3                              | Giappone                        | 3           |                           |                           |  |  |                              |        |
|  | 16 novembre - 18h00 (Tien-Mou)  |                                | Giappone                        | 3           |                           |                           |  |  |                              |        |
|  |                                 | Cuba                           | 5                               |             |                           |                           |  |  |                              |        |
|  | Cuba                            | Cuba                           | 5                               | 6           |                           |                           |  |  |                              |        |
|  | Cuba                            |                                | 18 novembre - 16h30 - Tianmu    | 6           |                           |                           |  |  |                              |        |
|  | Messico                         | 0                              |                                 |             |                           |                           |  |  |                              |        |
|  | Messico                         | 0                              | Cuba                            | 3           |                           |                           |  |  |                              |        |
|  | 16 novembre - 12h00 (Tien-Mou)  |                                | Cuba                            | 3           |                           |                           |  |  |                              |        |
|  |                                 | Stati Uniti                    | 6                               |             |                           |                           |  |  |                              |        |
|  | Taipei cinese                   | Stati Uniti                    | 6                               | 3           |                           |                           |  |  |                              |        |
|  | Taipei cinese                   | 17 novembre - 18h00 (Tien-Mou) |                                 | 3           |                           |                           |  |  |                              |        |
|  | Paesi Bassi                     | 6                              |                                 |             |                           |                           |  |  |                              |        |
|  | Paesi Bassi                     | 6                              | Stati Uniti                     | 5           | Finale per il terzo posto | Finale per il terzo posto |  |  |                              |        |
|  | 16 novembre - 18h00 (Shinchuan) |                                | Stati Uniti                     | 5           | Finale per il terzo posto | Finale per il terzo posto |  |  |                              |        |
|  |                                 | Paesi Bassi                    | 0                               |             |                           |                           |  |  |                              |        |
|  | Stati Uniti                     | Paesi Bassi                    | 0                               | 3           | Giappone                  | 5                         |  |  |                              |        |
|  | Stati Uniti                     |                                |                                 | 3           | Giappone                  | 5                         |  |  |                              |        |
|  | Corea del Sud                   | 1                              |                                 | Paesi Bassi | 0                         |                           |  |  |                              |        |
|  | Corea del Sud                   | 1                              |                                 |             | 0                         |                           |  |  |                              |        |
|  |                                 |                                |                                 |             |                           |                           |  |  | 18 novembre - 10h00 - Tianmu |        |
|  |                                 |                                |                                 |             |                           |                           |  |  |                              |        |

### Torneo di consolazione
|  | Semifinali 5º-8º posto | Semifinali 5º-8º posto | Semifinali 5º-8º posto |               |           | Finale 5º-6º posto | Finale 5º-6º posto | Finale 5º-6º posto |  |
|  |                        |                        |                        |               |           |                    |                    |                    |  |
|  | Messico                | Messico                | 1                      |               |           |                    |                    |                    |  |
|  | Messico                | Messico                | 1                      |               |           |                    |                    |                    |  |
|  | Australia              | Australia              | 7                      |               |           |                    |                    |                    |  |
|  | Australia              | Australia              | 7                      |               | Australia | Australia          | 2                  |                    |  |
|  |                        |                        |                        |               | Australia | Australia          | 2                  |                    |  |
|  |                        |                        | Corea del Sud          | Corea del Sud | 5         |                    |                    |                    |  |
|  | Corea del Sud          | Corea del Sud          | Corea del Sud          | Corea del Sud | 5         | 3                  |                    |                    |  |
|  | Corea del Sud          | Corea del Sud          |                        |               |           | 3                  |                    |                    |  |
|  | Taipei cinese          | Taipei cinese          | 0                      |               |           | Finale 7º-8º posto | Finale 7º-8º posto | Finale 7º-8º posto |  |
|  | Taipei cinese          | Taipei cinese          | 0                      |               |           |                    |                    |                    |  |
|  |                        |                        |                        |               |           |                    |                    |                    |  |
|  |                        |                        |                        |               |           | Messico            | Messico            | 7                  |  |
|  |                        |                        |                        |               |           | Messico            | Messico            | 7                  |  |
|  |                        |                        |                        |               |           | Taipei cinese      | Taipei cinese      | 2                  |  |

## Classifica finale
| Campione del Mondo | Campione del Mondo | Campione del Mondo |
| --- | --- | --- |
| Stati Uniti | | |
| Argento | Cuba | |
| Bronzo | Giappone | |
| 4. | Paesi Bassi | |
| 5. | Corea del Sud | |
| 6. | Australia | |
| 7. | Messico | |
| 8. | Taipei cinese | |
| 9. | Canada | |
| 10. | Panama | |
| 11. | Italia | V · D · M Nazionale italiana · Mondiali 2007 Corradini · Fiore · Oberto · Patrone · de Camargo · Mazzanti · Dallospedale · Liddi · Santora · Lollio · Chapelli · Chiarini · Di Roma · Salsi · Ferrari · Panerati · Cillo · Maestri · D'Angelo · Bertagnon · De Biase · Mazzuca · Avagnina · Zileri · Manager: Marco Mazzieri |
| 12. | Spagna | |
| 13. | Venezuela | |
| 14. | Germania | |
| 15. | Sudafrica | |
| 16. | Thailandia | |
| Nazionale italiana · Mondiali 2007 | | |
| Corradini · Fiore · Oberto · Patrone · de Camargo · Mazzanti · Dallospedale · Liddi · Santora · Lollio · Chapelli · Chiarini · Di Roma · Salsi · Ferrari · Panerati · Cillo · Maestri · D'Angelo · Bertagnon · De Biase · Mazzuca · Avagnina · Zileri · Manager: Marco Mazzieri | Corradini · Fiore · Oberto · Patrone · de Camargo · Mazzanti · Dallospedale · Liddi · Santora · Lollio · Chapelli · Chiarini · Di Roma · Salsi · Ferrari · Panerati · Cillo · Maestri · D'Angelo · Bertagnon · De Biase · Mazzuca · Avagnina · Zileri · Manager: Marco Mazzieri | Italia (bandiera) |